# Iniciativa de Partidos Comunistas y Obreros
La Iniciativa de Partidos Comunistas y Obreros, o simplemente Iniciativa, fue una internacional leninista europea. La Iniciativa tiene 29 partidos miembros de toda Europa. El Partido Comunista de Grecia (KKE) era el principal fundador de la Iniciativa.
Fue creada el 1 de octubre de 2013 y en la reunión fundacional se eligió que los miembros de su Secretariado serían el Partido Comunista de Eslovaquia, el Partido Comunista de los Pueblos de España, el Partido Comunista de Grecia, el Partido Obrero Húngaro, el Partido de los Trabajadores de Irlanda, el Partido Comunista en Italia, el Partido Socialista de Letonia, el Partido Comunista de Suecia y el Partido Comunista de Turquía.
El objetivo de la Iniciativa fue «contribuir a la investigación y el estudio de asuntos relativos a Europa, particularmente relativos a la UE, la línea política que se establece en su marco y tiene impacto en las vidas de los trabajadores, así como ayudar a la elaboración de posiciones conjuntas de los partidos y la coordinación de su solidaridad y otras iniciativas».
La organización se disolvió el 9 de septiembre de 2023, por discrepancias internas sobre la postura común en cuanto a la guerra de Ucrania.

## Partidos miembros
| País                | Partido | Secretario/a General       | Logotipo      |
| ------------------- | --- | -------------------------- | ------------- |
| Austria             | Partido del Trabajo de Austria (PdA, Partei der Arbeit)                                                                              | Tibor Zenker               |               |
| Bielorrusia         | Partido Comunista de los Trabajadores de Bielorrusia (Kamunistyčnaja partyja pracoŭnych Bielarusi)                                   | Ivan Akinchits             | No disponible |
| Bulgaria            | Unión de los Comunistas en Bulgaria Съюз на Комунистите в България                                                                   | Pavel Ivanov               | No disponible |
| Bulgaria            | Partido de los Comunistas Búlgaros Партия на българските комунисти                                                                   | Liderazgo colectivo        | No disponible |
| Croacia             | Partido Socialista Obrero de Croacia (SRP, Socijalistička radnička partija Hrvatske)                                                 | Kristofor Stokić           |               |
| Dinamarca           | Partido Comunista en Dinamarca (KPiD, Kommunistisk Parti i Danmark)                                                                  | Arne Cheller               | No disponible |
| Eslovaquia          | Partido Comunista de Eslovaquia (KSS, Komunistická strana Slovenska)                                                                 | Jozef Hrdlička             |               |
| España              | Partido Comunista de los Trabajadores de España (PCTE)                                                                               | Ástor García               |               |
| Finlandia           | Partido Comunista de los Trabajadores-Por la Paz y el Socialismo (Kommunistinen Työväenpuolue – Rauhan ja Sosialismin puolesta, KTP) | Mikko Vartiainen           |               |
| Francia             | Polo de Renacimiento Comunista en Francia Pôle de renaissance communiste en France (PRCF)                                            | Georges Gastaud            |               |
| Francia             | Partido Comunista Revolucionario de Francia Parti communiste révolutionnaire de France (PCRF)                                        | Pierre Komorov             |               |
| Georgia             | Partido Comunista Unificado de Georgia საქართველოს ერთიანი კომუნისტური პარტია                                                        | Nugzar Shalvovich Avaliani |               |
| Grecia              | Partido Comunista de Grecia (KKE, Κομμουνιστικό Κόμμα Ελλάδας)                                                                       | Dimitris Koutsoumpas       |               |
| Irlanda             | Partido de los Trabajadores de Irlanda Páirtí na nOibrithe                                                                           | Michael Donnelly           | No disponible |
| Letonia             | Partido Socialista de Letonia Latvijas Sociālistīskā partija-Социалистическая партия Латвии                                          | Vladimirs Frolovs          | No disponible |
| Lituania            | Frente Popular Socialista (SPF, Socialistinis liaudies frontas)                                                                      | Giedrius Grabauskas        | No disponible |
| Macedonia del Norte | Partido Comunista de Macedonia Комунистичка партија на Македонија                                                                    | Pero Odzaklieski           | No disponible |
| Malta               | Partido Comunista de Malta (PKM, Partit Komunista Malti)                                                                             | Victor Degiovanni          | No disponible |
| Moldavia            | Resistencia Popular (Moldavia) Rezistența                                                                                            | Desconocido                | No disponible |
| Noruega             | Partido Comunista de Noruega (NKP, Norges Kommunistiske Parti)                                                                       | Runa Evensen               |               |
| Polonia             | Partido Comunista Polaco (KPP, Komunistyczna Partia Polski)                                                                          | Krzysztof Szwej            |               |
| Reino Unido         | Nuevo Partido Comunista Británico (New Communist Party of Britain, NCP)                                                              | Andy Brooks                |               |
| Rusia               | Partido Comunista Obrero Ruso - Partido Revolucionario de los Comunistas Российская коммунистическая рабочая партия                  | Viktor Tyulkin             |               |
| Rusia               | Partido Comunista de la Unión Soviética Коммунистическая Партия Советского Союза                                                     | Sergey Alexandrov          |               |
| Serbia              | Nuevo Partido Comunista de Yugoslavia (NKPJ, Nova Komunistička Partija Jugoslavije)                                                  | Aleksandar Banjanac        |               |
| Suecia              | Partido Comunista de Suecia (SKP, Sveriges Kommunistiska Parti)                                                                      | Andreas Sörensen           |               |
| Turquía             | Partido Comunista de Turquía (TKP, Türkiye Komünist Partisi)                                                                         | Kemal Okuyan               |               |
| Ucrania             | Unión de los Comunistas de Ucrania Союз комуністів України                                                                           | Desconocido                | No disponible |

## Antiguos miembros
| País            | Partido                                                                          | Secretario general         | Logotipo      |
| --------------- | -------------------------------------------------------------------------------- | -------------------------- | ------------- |
| España          | Partido Comunista de los Pueblos de España (PCPE)                                | Carmelo Suárez (2002-2020) |               |
| Hungría         | Partido Obrero Húngaro Magyar Munkáspárt                                         | Gyula Thürmer              |               |
| Italia          | Partido Comunista (Italia) Partito Comunista                                     | Alberto Lombardo           |               |
| República Checa | Partido Comunista de Bohemia y Moravia (KSČM, Komunistická Strana Čech a Moravy) | Vojtěch Filip              |               |
| Turquía         | Partido Comunista (Turquía, 2014) (KP, Komünist Parti)                           | Özlem Şen Abay             | No disponible |